# Muntilan
Muntilan är en ort i Indonesien.   Den ligger i provinsen Jawa Tengah, i den västra delen av landet, 400 km öster om huvudstaden Jakarta. Muntilan ligger 377 meter över havet och antalet invånare är 44 859.
Terrängen runt Muntilan är platt åt sydväst, men åt nordost är den kuperad.Runt Muntilan är det mycket tätbefolkat, med 1 177 invånare per kvadratkilometer. Närmaste större samhälle är Magelang, 14,8 km nordväst om Muntilan. Omgivningarna runt Muntilan är en mosaik av jordbruksmark och naturlig växtlighet.